# سامسونج جالكسي بوكيت
ٍٍسامسونج غالاكسي بوكيت (GT-S5300) هو هاتف ذكي من Android المصنعة من قبل شركة سامسونج التي تم الإعلان عنها مارس 2012. الهاتف هو الميزانية الموجهة، صغيرة نسبيا 2.8 بوصة LCD. مواصفاتها هي مماثلة لتلك التي من سامسونج غالاكسي Y.هو مدعوم من قبل معالج 832 ميغاهيرتز، ويقدم مجموعة من خيارات الاتصال بما في ذلك الجيل الثالث 3G، واي فاي وبلوتوث 3.0. داخليا، لأنه يأتي مع 3 غيغابايت من سعة التخزين التي يمكن أن توسع لتصل إلى 32 GB باستخدام بطاقة microSD،ومع بطارية 1200م ليثيوم أيون.

## ميزات
يأتي سامسونج غالاكسي بوكيت مع 2.80 بوصة QVGA العرض.كما يتضمن الجهازبطارية 1200م ليثيوم أيون، ويقدم مجموعة من خيارات الاتصال بما في ذلك EDGE، HSDPA، واي فاي، والربط بلوتوث.ويتميز أيضابGPS، كاميرا خلفية 2 ميجا بكسل، والتطبيق المحور الاجتماعي. كان المحور الاجتماعي يجمع بين كل حساب مسجل على الهاتف لتكون موحدة في التطبيق واحد. يعمل الهاتف سامسونج توشويز 3.0 أندرويد 2.3.6 OS. ويتم تسويق سامسونج غالاكسي بوكيت ب "Pocket Friendly,".لأنه لا يمكن انزلق داخل جيوب بسهولة نظرا لصغر حجمها.

## مبيعات
كان سامسونج غالاكسي بوكيت متاحة للشراء في المملكة المتحدة يوم 30 أبريل عام 2012 ل95.99 £.